# بیعت رضوان
بیعت رضوان یا بیعت تحت‌الشجره نام بیعتی است که یاران محمد، پیامبر اسلام، پیش از صلح حدیبیه بر سر جان خود با او بستند.

## شرح واقعه

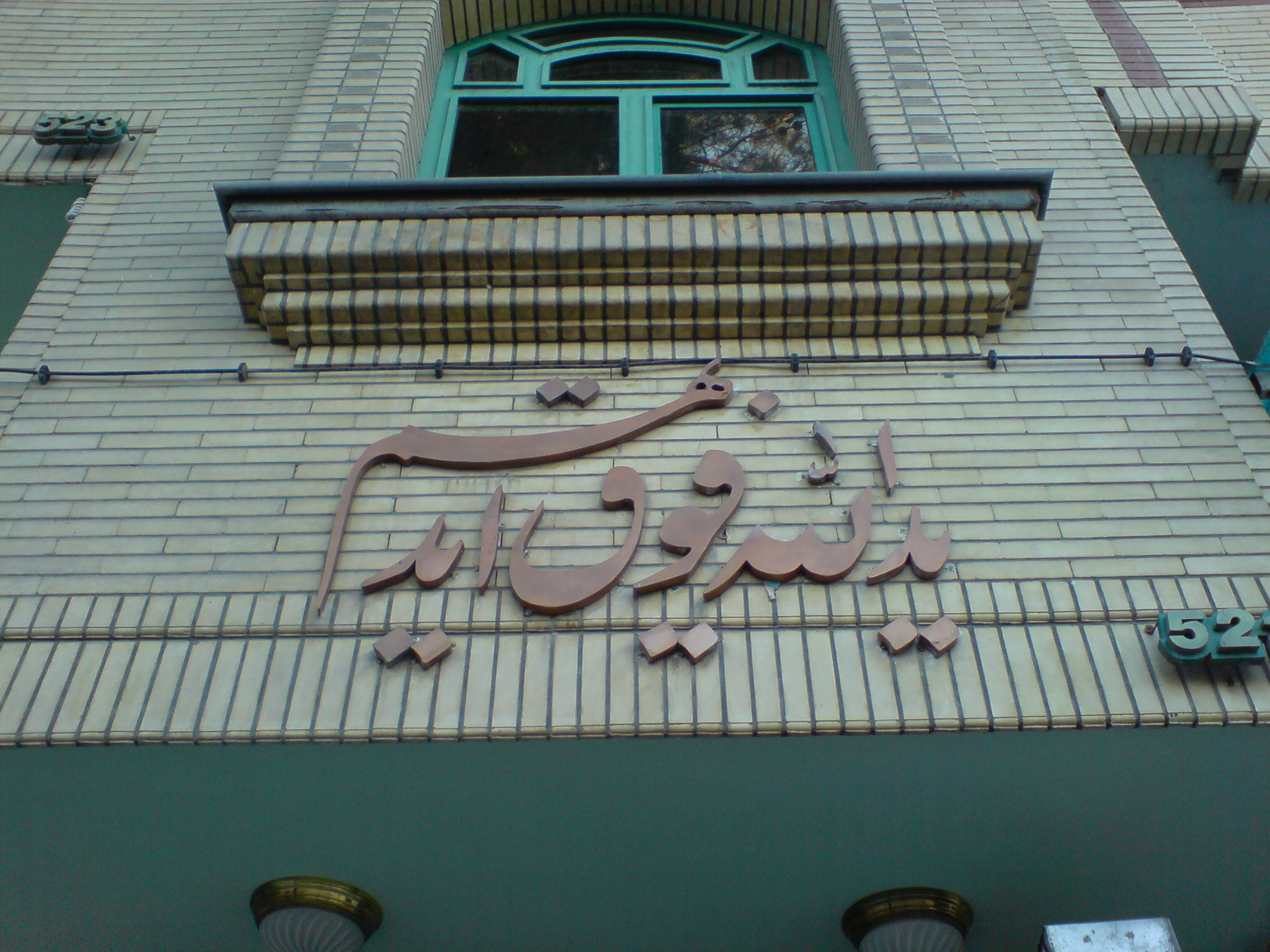
عکس از این نماد

پیش از صلح حدیبیه، محمد ابتدا فردی به نام خَراش را به پیش اهالی مکه فرستاد تا به آنان بگوید که مسلمانان تنها برای زیارت آمده‌اند و نه برای جنگ؛ اما اهالی مکه خواستند او را بکشند ولی او بازگشت. سپس پیامبر اسلام عثمان را فرستاد ولی او دیر کرد و گمان برده‌شد که عثمان کشته شده‌است. موقعیت برای مسلمانان خطرناک بود چراکه آنان برای زیارت و بدون تجهیزات جنگی کامل آمده‌بودند. لذا محمد یارانش را گرد خویش آورد و آنان این بیعت را با او بستند. این واقعه در آیهٔ ۱۸ سوره فتح بازتاب یافته و نام بیعت نیز از این آیه گرفته شده‌است:
لَّقَدْ رَ‌ضِیَ اللَّـهُ عَنِ الْمُؤْمِنِینَ إِذْ یُبَایِعُونَکَ تَحْتَ الشَّجَرَ‌ةِ فَعَلِمَ مَا فِی قُلُوبِهِمْ فَأَنزَلَ السَّکِینَةَ عَلَیْهِمْ وَأَثَابَهُمْ فَتْحًا قَرِ‌یبًا ﴿۱۸﴾
به راستی خدا هنگامی که مؤمنان زیر درخت با تو بیعت می‌کردند از آنها راضی شد و از آنچه در دلشان [از صدق نیت] بود آگاه گردید، پس آرامش را بر آنها نازل کرد و فتحی نزدیک (فتح خیبر) را به آنها پاداش داد.
بعدها معلوم شد که عثمان کشته‌نشده و فرستادگان به مکه با اهالی مکه پیمان صلح حدیبیه را بستند.

## محتوای بیعت
سه گونه گزارش در مورد محتوای بیعت در منابع تاریخی آمده است:
1. یاران پیامبر متعهد شدند تا فرار نکنند.
2. یاران پیامبر متعهد شدند که تا پای جان با محمد باشند.
3. فردی به نام سنان گفت که بیعت می‌کند به هرآنچه محمد در نظر دارد.

اگر مورد سوم صحیح باشد، این بیعت نشان از ارتقاء رسمی مقام رهبری محمد در میان مسلمانان دارد.

## بیعت‌کنندگان
بر اساس ادعای منابعی چون اَلْاِرشادِ شیخ مفید، تنها کودکانی که در این واقعه با محمد بیعت کردند، حسن و حسین بودند. این بیعت درحالی انجام شد که حسن کمتر از شش سال سن داشت. با این وجود بر اساس روایتی از جعفر صادق، علاوه بر حسن و حسین، عبدالله بن جعفر و عبدالله بن عباس نیز از کودکانی بودند که در این واقعه بیعت نمودند. قُرطُبی، روایتی را نقل می‌کند که عبدالله بن زبیر نیز از بیعت‌کنندگان در سن کودکی بوده‌است اما مرتضی عاملی این روایت را دروغین معرفی می‌کند.